# Beauleen Carl-Worswick

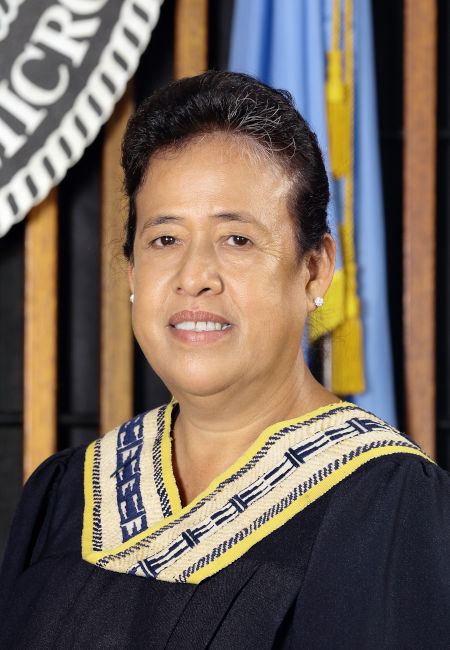
Beauleen Carl-Worswick (2016)

Beauleen Carl-Worswick (* 1962 auf Pohnpei) ist eine mikronesische Juristin. Sie ist seit 2010 als erste Frau Richterin am Obersten Gerichtshof der Föderierten Staaten von Mikronesien und derzeit dessen amtierende Präsidentin.

## Leben und Wirken
Carl-Worswick erwarb 1984 am Hawaii Loa College in Honolulu einen Bachelorabschluss und widmete sich folgend dem Studium der Rechtswissenschaften an der Gonzaga University. Dort schloss sie 1990 als Juris Doctor ab. Anschließend kehrte sie nach Mikronesien zurück und arbeitete als Referendarin am dortigen Obersten Gerichtshof. 1992 wurde sie zur mikronesischen Anwaltschaft zugelassen und trat eine Stelle bei der Generalstaatsanwaltschaft an. 1995 wurde sie zur stellvertretenden Generalstaatsanwältin für den Bundesstaat Yap ernannt. Ab 1996 war sie in Yap für zwei Jahre als Pflichtverteidigerin tätig, bevor sie 1998 nach Pohnpei zurückkehrte und dort als Leiterin der Rechtsabteilung der Pohnpei Gesellschaft für öffentliche Versorgungseinrichtungen arbeitete. 1999 wurde sie zur Leiterin der nationalen Stelle zur Bestellung von Pflichtverteidigern. Diese Stellung hatte sie inne, bis sie 2008 zur Stabsanwältin des Obersten Gerichtshofs ernannt wurde. Im September 2010 wurde sie von Präsident Manny Mori als erste Frau zur Richterin am Obersten Gerichtshof ernannt. Seit dem Ausscheiden von Dennis K. Yamase als Präsident 2021 ist sie amtierende Präsidentin des Gerichtshofs.